# Alcantarea roberto-kautskyi
Alcantarea roberto-kautskyi é uma espécie de planta do gênero Alcantarea. Esta espécie é endêmica do Brasil.